# Simfonia núm. 7 (Langgaard)
La Simfonia núm. 7 en fa major de Rued Langgaard va ser composta en una primera versió (BVN 188) entre l'estiu de 1925 i principis de 1926. Aquesta primera versió es va estrenar el 8 de març de 1926. Tanmateix, però la partitura d’aquesta primera versió ha desaparegut. Després d’una revisió, la partitura va ser interpretada per segona vegada l'11 d’abril de 1927 dirigint ell mateix la Copenhagen Philharmonic Orchestra. La simfonia va ser revisada de nou, ara profundament, entre 1930 i 1932, donant lloc a una nova versió publicada per separat (BVN 212). Aquesta versió revisada es va interpretar per primera vegada en una emissió d’estudi de la ràdio estatal danesa (Statsradiofonien) el 10 de desembre de 1935, sota el títol A la tomba de Tordenskjold a l’Església de Holmen.

## Recepció
L’estrena de la primera versió de la simfonia, el 8 de març de 1926, va rebre una bona acollida i el diari Kristeligt Dagblad publicava l’endemà: «[…] La Simfonia núm. 7 […] va resultar ser una obra excel·lent en tots els aspectes, amb una gran presència de la secció de metalls, però tractada amb tanta sensibilitat que transmetia una sensació grandiosa i festiva. […] L’estructura de l’obra era sòlida, encara que potser menys en el Finale que en els altres moviments. En canvi, la marxa fúnebre destacava com una peça monumental i imponent».
La segona interpretació de la primera versió, l’11 d’abril de 1927, va ser comentada l’endemà per Kai Flor a Berlingske Tidende: «I a la Setena Simfonia […] hi ha una manca similar de cohesió: en alguns moments és refinada i autèntica, en d’altres es veu llastrada per reminiscències o resulta completament banal. Tot i això, cal admetre que està efectivament estructurada i que, en certs passatges, té una lleugeresa poc habitual, com en l’esbojarrat Scherzo».

## Música
Com passa amb la seva Cinquena Simfonia, la setena també té dues versions. La primera (BVN 188) és una de les poques obres orquestrals de Langgaard que van arribar a imprimir-se, publicada per Edition Wilhelm Hansen el 1927. El mateix compositor en va dirigir l’estrena aquell mateix any.
La segona revisió presenta un primer moviment completament reescrit, ajustaments menors en el segon i el tercer, i un Finale nou. Aquesta versió va ser interpretada per primer cop als estudis de la radiodifusió estatal danesa sota la batuta del seu alumne Emil Reesen.
La simfonia s’obre amb una fanfara imponent, que Langgaard reutilitzaria més tard a la Simfonia núm. 13. El característic motiu principal del primer moviment va ser pres de Lisette, una comèdia musical en quatre actes del 1921 del violinista i compositor Axel Gade (1860-1921), que mai va ser representada. En algun moment el compositor va considerar anomenar l’obra Simfonia Fanfara. No obstant això, en la seva estrena es va optar pel títol actual.
Tordenskjold, el personatge que dona nom a la simfonia, va ser un destacat heroi naval danès, enterrat a l’església de Holmen, a Copenhaguen. Temps després, Langgaard va eliminar aquest títol i va decidir que l’obra s’anomenés Del Salm 103 (o 16) de David. En la partitura del tercer moviment, el compositor hi inclou la següent cita del salm: «L’home és com l’herba, com la flor del camp floreix. Un cop el vent hi passa, ja no hi és, i el seu lloc no el tornarà a reconèixer».
A diferència de la tendència neoclàssica de l’època, Langgaard es decanta per una forma de neoromanticisme simplificat, sense recórrer a la forma sonata, però estructurat en quatre moviments, amb una marxa fúnebre i un scherzo.